# Бяково (Вологодская область)
Бяково — деревня в Кичменгско-Городецком районе Вологодской области.
Входит в состав Городецкого сельского поселения (с 1 января 2006 года по 1 апреля 2013 года входила в Захаровское сельское поселение), с точки зрения административно-территориального деления — в Захаровский сельсовет.
Расстояние до районного центра Кичменгского Городка по автодороге составляет 18 км. Ближайшие населённые пункты — Григорово, Куфтино, Токарево, Кичменьга.
Население по данным переписи 2002 года — 41 человек (23 мужчины, 18 женщин). Преобладающая национальность — русские (98 %).